# Europamästerskapet i basket för damer 1952
Europamästerskapet i basket för damer 1952 spelades i Moskva, Sovjetunionen och var den tredje EM-basketturneringen som avgjordes för damer. Turneringen spelades mellan den 18 och 25 maj 1952 och totalt deltog tolv lag i turneringen där hemmanationen Sovjet blev Europamästare före Tjeckoslovakien och Ungern, det var Sovjets andra raka EM-guld.

## Kvalificerade länder
| - Sovjetunionen (som arrangör) - Bulgarien - Finland - Frankrike - Italien - Polen | - Rumänien - Schweiz - Tjeckoslovakien - Ungern - Österrike - Östtyskland |

## Gruppspelet

### Spelsystem
De tolv lagen som var med i EM var indelade i tre grupper om fyra lag i varje där alla mötte alla en gång i sin grupp innan gruppettorna i varje grupp gick vidare till spel om platserna ett till tre, grupptvåorna spelade om platserna fyra till sex, grupptreorna om platserna sju till nio samt gruppfyrorna om platserna tio till tolv. Seger i en match gav två poäng och förlust gav en poäng.
|  | Laget spelade om plats 1-3   |
|  | Laget spelade om plats 4-6   |
|  | Laget spelade om plats 7-9   |
|  | Laget spelade om plats 10-12 |

### Grupp A
| Plats | Nation          | Spelade | Vinster | Förluster | Mål       | Målskillnad | Poäng |
| --- | --------------- | ------- | ------- | --------- | --------- | ----------- | ----- |
| 1 | Tjeckoslovakien | 3       | 3       | 0         | 173 – 119 | +54         | 6     |
| 2 | Bulgarien       | 3       | 1       | 2         | 143 – 139 | +4          | 4     |
| 3 | Frankrike       | 3       | 1       | 2         | 138 – 153 | -15         | 4     |
| 4 | Rumänien        | 3       | 1       | 2         | 90 – 133  | -43         | 4     |
| Inbördes möten avgör placering när tre lag hamnar på samma poäng Bulgarien besegrade Frankrike med 63-49 (+14 poäng), Frankrike besegrade Rumänien med 45-28 (+17 poäng) och Rumänien besegrade Bulgarien med 34-33 (+1 poäng), vilket gjorde att Bulgarien fick +13, Frankrike +3 och Rumänien -16 i inbördes möten |                 |         |         |           |           |             |       |

| Söndag 18 maj 1952 kl 13:00 (CET) | Tjeckoslovakien | 56 – 47 (33-22) Matchrapport | Bulgarien | Moskva |
| Söndag 18 maj 1952 kl 13:00 (CET) |                 |                              |           | Moskva |

| Söndag 18 maj 1952 kl 17:00 (CET) | Frankrike | 45 – 28 (34-15) Matchrapport | Rumänien | Moskva |
| Söndag 18 maj 1952 kl 17:00 (CET) |           |                              |          | Moskva |

| Måndag 19 maj 1952 kl 16:20 (CET) | Rumänien | 34 – 33 (16-20) Matchrapport | Bulgarien | Moskva |
| Måndag 19 maj 1952 kl 16:20 (CET) |          |                              |           | Moskva |

| Måndag 19 maj 1952 kl 17:40 (CET) | Tjeckoslovakien | 62 – 44 (30-21) Matchrapport | Frankrike | Moskva |
| Måndag 19 maj 1952 kl 17:40 (CET) |                 |                              |           | Moskva |

| Tisdag 20 maj 1952 kl 16:50 (CET) | Tjeckoslovakien | 55 – 28 (36-18) Matchrapport | Rumänien | Moskva |
| Tisdag 20 maj 1952 kl 16:50 (CET) |                 |                              |          | Moskva |

| Tisdag 20 maj 1952 kl 19:50 (CET) | Frankrike | 49 – 63 (24-23) Matchrapport | Bulgarien | Moskva |
| Tisdag 20 maj 1952 kl 19:50 (CET) |           |                              |           | Moskva |

### Grupp B
| Plats | Nation    | Spelade | Vinster | Förluster | Mål       | Målskillnad | Poäng |
| ----- | --------- | ------- | ------- | --------- | --------- | ----------- | ----- |
| 1     | Ungern    | 3       | 3       | 0         | 216 – 67  | +149        | 6     |
| 2     | Italien   | 3       | 2       | 1         | 128 – 110 | +18         | 5     |
| 3     | Österrike | 3       | 1       | 2         | 89 – 150  | -61         | 4     |
| 4     | Finland   | 3       | 0       | 3         | 77 – 183  | -106        | 3     |

| Maj 1952 kl 00:00 (CET) | Italien | 50 – 24 (30-17) | Österrike | Moskva |
| Maj 1952 kl 00:00 (CET) |         |                 |           | Moskva |

| Maj 1952 kl 00:00 (CET) | Finland | 28 – 79 (13-38) | Ungern | Moskva |
| Maj 1952 kl 00:00 (CET) |         |                 |        | Moskva |

| Maj 1952 kl 00:00 (CET) | Italien | 18 – 58 (5-29) | Ungern | Moskva |
| Maj 1952 kl 00:00 (CET) |         |                |        | Moskva |

| Maj 1952 kl 00:00 (CET) | Österrike | 44 – 21 (25-18) | Finland | Moskva |
| Maj 1952 kl 00:00 (CET) |           |                 |         | Moskva |

| Tisdag 20 maj 1952 kl 12:20 (CET) | Italien | 60 – 28 (25-15) Matchrapport | Finland | Moskva |
| Tisdag 20 maj 1952 kl 12:20 (CET) |         |                              |         | Moskva |

| Tisdag 20 maj 1952 kl 00:00 (CET) | Ungern | 79 – 21 (38-14) | Österrike | Moskva |
| Tisdag 20 maj 1952 kl 00:00 (CET) |        |                 |           | Moskva |

### Grupp C
| Plats | Nation      | Spelade | Vinster | Förluster | Mål      | Målskillnad | Poäng |
| ----- | ----------- | ------- | ------- | --------- | -------- | ----------- | ----- |
| 1     | Sovjet      | 3       | 3       | 0         | 301 – 42 | +259        | 6     |
| 2     | Polen       | 3       | 2       | 1         | 162 – 98 | +64         | 5     |
| 3     | Schweiz     | 3       | 1       | 2         | 87 – 152 | -65         | 4     |
| 4     | Östtyskland | 3       | 0       | 3         | 24 – 282 | -258        | 3     |

| Söndag 18 maj 1952 kl 15:40 (CET) | Schweiz | 22 – 40 (10-23) Matchrapport | Polen | Moskva |
| Söndag 18 maj 1952 kl 15:40 (CET) |         |                              |       | Moskva |

| Söndag 18 maj 1952 kl 18:20 (CET) | Östtyskland | 4 – 133 (2-65) Matchrapport | Sovjet | Moskva |
| Söndag 18 maj 1952 kl 18:20 (CET) |             |                             |        | Moskva |

| Måndag 19 maj 1952 kl 13:40 (CET) | Schweiz | 53 – 8 (25-3) Matchrapport | Östtyskland | Moskva |
| Måndag 19 maj 1952 kl 13:40 (CET) |         |                            |             | Moskva |

| Måndag 19 maj 1952 kl 19:00 (CET) | Sovjet | 64 – 26 (30-15) Matchrapport | Polen | Moskva |
| Måndag 19 maj 1952 kl 19:00 (CET) |        |                              |       | Moskva |

| Tisdag 20 maj 1952 kl 15:20 (CET) | Östtyskland | 12 – 96 (6-44) Matchrapport | Polen | Moskva |
| Tisdag 20 maj 1952 kl 15:20 (CET) |             |                             |       | Moskva |

| Tisdag 20 maj 1952 kl 18:20 (CET) | Schweiz | 12 – 104 (3-60) Matchrapport | Sovjet | Moskva |
| Tisdag 20 maj 1952 kl 18:20 (CET) |         |                              |        | Moskva |

## Slutspelsrundan

### Matcher om plats 10-12
| Plats | Nation      | Spelade | Vinster | Förluster | Mål      | Målskillnad | Poäng |
| ----- | ----------- | ------- | ------- | --------- | -------- | ----------- | ----- |
| 1     | Rumänien    | 2       | 2       | 0         | 118 – 50 | +68         | 4     |
| 2     | Finland     | 2       | 1       | 1         | 80 – 68  | +12         | 3     |
| 3     | Östtyskland | 2       | 0       | 2         | 42 – 122 | -80         | 2     |

| Torsdag 22 maj 1952 kl 15:00 (CET) | Finland | 45 – 27 (19-13) Matchrapport | Östtyskland | Moskva |
| Torsdag 22 maj 1952 kl 15:00 (CET) |         |                              |             | Moskva |

| Fredag 23 maj 1952 kl 15:00 (CET) | Östtyskland | 15 – 77 (7-44) Matchrapport | Rumänien | Moskva |
| Fredag 23 maj 1952 kl 15:00 (CET) |             |                             |          | Moskva |

| Söndag 25 maj 1952 kl 12:00 (CET) | Finland | 35 – 41 (16-14) Matchrapport | Rumänien | Moskva |
| Söndag 25 maj 1952 kl 12:00 (CET) |         |                              |          | Moskva |

### Matcher om plats 7-9
| Plats | Nation    | Spelade | Vinster | Förluster | Mål     | Målskillnad | Poäng |
| ----- | --------- | ------- | ------- | --------- | ------- | ----------- | ----- |
| 1     | Frankrike | 2       | 2       | 0         | 98 – 49 | +49         | 4     |
| 2     | Schweiz   | 2       | 1       | 1         | 65 – 71 | -6          | 3     |
| 3     | Österrike | 2       | 0       | 2         | 43 – 86 | -43         | 2     |

| Maj 1952 kl 00:00 (CET) | Österrike | 18 – 52 (9-17) | Frankrike | Moskva |
| Maj 1952 kl 00:00 (CET) |           |                |           | Moskva |

| Maj 1952 kl 00:00 (CET) | Österrike | 25 – 34 (9-15) | Schweiz | Moskva |
| Maj 1952 kl 00:00 (CET) |           |                |         | Moskva |

| Söndag 25 maj 1952 kl 13:20 (CET) | Schweiz | 31 – 46 (9-25) Matchrapport | Frankrike | Moskva |
| Söndag 25 maj 1952 kl 13:20 (CET) |         |                             |           | Moskva |

### Matcher om plats 4-6
| Plats | Nation    | Spelade | Vinster | Förluster | Mål      | Målskillnad | Poäng |
| ----- | --------- | ------- | ------- | --------- | -------- | ----------- | ----- |
| 1     | Bulgarien | 2       | 2       | 0         | 120 – 81 | +39         | 4     |
| 2     | Polen     | 2       | 1       | 1         | 78 – 105 | -27         | 3     |
| 3     | Italien   | 2       | 0       | 2         | 80 – 92  | -12         | 2     |

| Torsdag 22 maj 1952 kl 17:40 (CET) | Polen | 42 – 35 (27-24) Matchrapport | Italien | Moskva |
| Torsdag 22 maj 1952 kl 17:40 (CET) |       |                              |         | Moskva |

| Fredag 23 maj 1952 kl 17:40 (CET) | Italien | 45 – 50 (20-29) Matchrapport | Bulgarien | Moskva |
| Fredag 23 maj 1952 kl 17:40 (CET) |         |                              |           | Moskva |

| Söndag 25 maj 1952 kl 14:40 (CET) | Polen | 36 – 70 (20-36) Matchrapport | Bulgarien | Moskva |
| Söndag 25 maj 1952 kl 14:40 (CET) |       |                              |           | Moskva |

### Matcher om plats 1-3
| Plats | Nation          | Spelade | Vinster | Förluster | Mål      | Målskillnad | Poäng |
| ----- | --------------- | ------- | ------- | --------- | -------- | ----------- | ----- |
| 1     | Sovjet          | 2       | 2       | 0         | 123 – 70 | +53         | 4     |
| 2     | Tjeckoslovakien | 2       | 1       | 1         | 94 – 88  | +6          | 3     |
| 3     | Ungern          | 2       | 0       | 2         | 77 – 136 | -59         | 2     |

| Maj 1952 kl 00:00 (CET) | Tjeckoslovakien | 65 – 36 (27-19) | Ungern | Moskva |
| Maj 1952 kl 00:00 (CET) |                 |                 |        | Moskva |

| Maj 1952 kl 00:00 (CET) | Ungern | 41 – 71 (20-36) | Sovjet | Moskva |
| Maj 1952 kl 00:00 (CET) |        |                 |        | Moskva |

| Söndag 25 maj 1952 kl 16:00 (CET) | Tjeckoslovakien | 29 – 52 (22-29) Matchrapport | Sovjet | Moskva |
| Söndag 25 maj 1952 kl 16:00 (CET) |                 |                              |        | Moskva |

| Europamästare: Sovjetunionens andra EM-titel |

## Slutplaceringar
| 1  | Sovjet          |
| 2  | Tjeckoslovakien |
| 3  | Ungern          |
| 4  | Bulgarien       |
| 5  | Polen           |
| 6  | Italien         |
| 7  | Frankrike       |
| 8  | Schweiz         |
| 9  | Österrike       |
| 10 | Rumänien        |
| 11 | Finland         |
| 12 | Östtyskland     |